# Deborah Bergamini
Pour les articles homonymes, voir Bergamini.
Deborah Bergamini, née le 24 octobre 1967 à Viareggio (Toscane), est une journaliste et femme politique italienne, membre du Peuple de la liberté, puis de Forza Italia dont elle est la porte-parole. Elle est députée de la Toscane depuis 2008.

## Biographie
Née en Toscane, Deborah Bergamini étudie la littérature et la philosophie, et poursuit ses études au Smith College de Northampton, dans le Massachusetts (États-Unis), spécialisée dans le marketing politique. Elle entame une carrière de journaliste, travaillant pour le journal La Nazione, à Florence. En 1996, elle s'installe à Paris (France) pour travailler pour l'éditeur français « Analyses et synthèses », puis de 1997 à 1999 est employée à Londres  (Royaume-Uni) chez Bloomberg TV. Dans le cadre de son travail, elle interview l'homme politique Silvio Berlusconi, qui la recrute ensuite comme assistante personnelle.
En 2002, alors qu'elle travaillait à Mediaset, la RAI l'engage pour être directrice du marketing. Elle quitte la RAI en 2007.
Elle est membre de l'Assemblée parlementaire du Conseil de l'Europe, dont elle est également présidente, depuis le 17 mars 2009, du Conseil de l'Europe « Centre Nord-Sud ». Membre du Peuple de la liberté (PDL), elle est élue députée de la 12e circonscription de la Toscane lors des élections de 2008. Fin 2013, le PDL est dissout par Berlusconi, et elle rejoint Forza Italia, parti rebaptisé sous son premier nom et dont elle devient la porte-parole.

## Sources
- (en) Cet article est partiellement ou en totalité issu de l’article de Wikipédia en anglais intitulé « Deborah Bergamini » (voir la liste des auteurs).